# 윤경미
윤경미(尹璟美,1963년 ~)는 대한민국의 서울신탁은행 소속 탁구 선수였다. 1985년 스웨덴 고덴버그 세계선수권대회에서 단체전 동메달을 획득하였다.

## 서훈
- 1982.12.7 백마장(체육훈장)